# Viktor Tichák
Viktor Tichák (* 12. ledna 1990 Olomouc) je český politik, lingvista a VŠ pedagog, od roku 2018 zastupitel a od roku 2022 radní města Olomouc, člen Pirátů.

## Život
Po absolvování Slovanského gymnázia Olomouc vystudoval českou a německou filologii na Filozofické fakultě Univerzity Palackého v Olomouci (získal titul Mgr.). V průběhu studia absolvoval semestr na Universität Bern ve Švýcarsku. Následně vystudoval v doktorském programu obor německý jazyk na téže fakultě (získal titul Ph.D.). Jedno funkční období působil jako místopředseda Akademického senátu FF UPOL, v rámci vědecko-výzkumných projektů byl několikrát v zahraničí. Jeho specializací je kontrastivní lingvistika, morfologie, slovotvorba, syntax, sémantika a vývoj jazyka.
V roce 2017 působil jako tajemník Letní školy slovanských studií Olomouc. V průběhu celého profesního života překládal, vedl jazykové kurzy, publikoval kromě odborných článků také jazykové okénko časopisu Listy. Od roku 2019 pracoval jako odborný asistent na Filozofické fakultě Univerzity Karlovy v Praze, od roku 2020 také jako vědecký pracovník na Univerzitě Palackého v Olomouci, než se stal uvolněným členem Rady města Olomouce.
Viktor Tichák žije ve městě Olomouc. Mezi jeho zájmy patří politika, hudba (člen kroměřížského sboru ZeSrandy), jazyky, turistika, cyklistika, cestování aj.

## Politické působení
Od roku 2018 je členem Pirátů. V komunálních volbách v roce 2018 byl zvolen jako člen Pirátů zastupitelem města Olomouc, a to na kandidátce subjektu „PIRÁTI A STAROSTOVÉ“.
Ve volbách do Poslanecké sněmovny PČR v roce 2021 kandidoval jako člen Pirátů na 3. místě kandidátky koalice Piráti a Starostové v Olomouckém kraji, ale nebyl zvolen.
V komunálních volbách v roce 2022 obhájil mandát zastupitele města Olomouce na kandidátce uskupení ProOlomouc a Piráti. Bylo ujednáno že toto uskupení se bude podílet na vedení města Olomouce, v důsledku čehož se Viktor Tichák stal náměstkem primátora pro oblast školství, kultury a cestovního ruchu.
Ve volbách do Evropského parlamentu v červnu 2024 kandidoval ze 24. místa kandidátky Pirátů. Získal 586 preferenčních hlasů a stal se tak 23. náhradníkem.
Ve sněmovních volbách v roce 2025 kandiduje ze 4. místa kandidátní listiny Pirátů v Olomouckém kraji.